# Liassine Cadamuro-Bentaïba
Liassine Cadamuro-Bentaïba, född 5 mars 1988, är en algerisk fotbollsspelare som spelar för Athlético Marseille. Han har representerat Algeriets landslag.

## Karriär
I december 2019 värvades Cadamuro-Bentaïba av grekiska Volos. I juli 2020 gick han till franska Athlético Marseille.